# جزيرة مورنينغتون

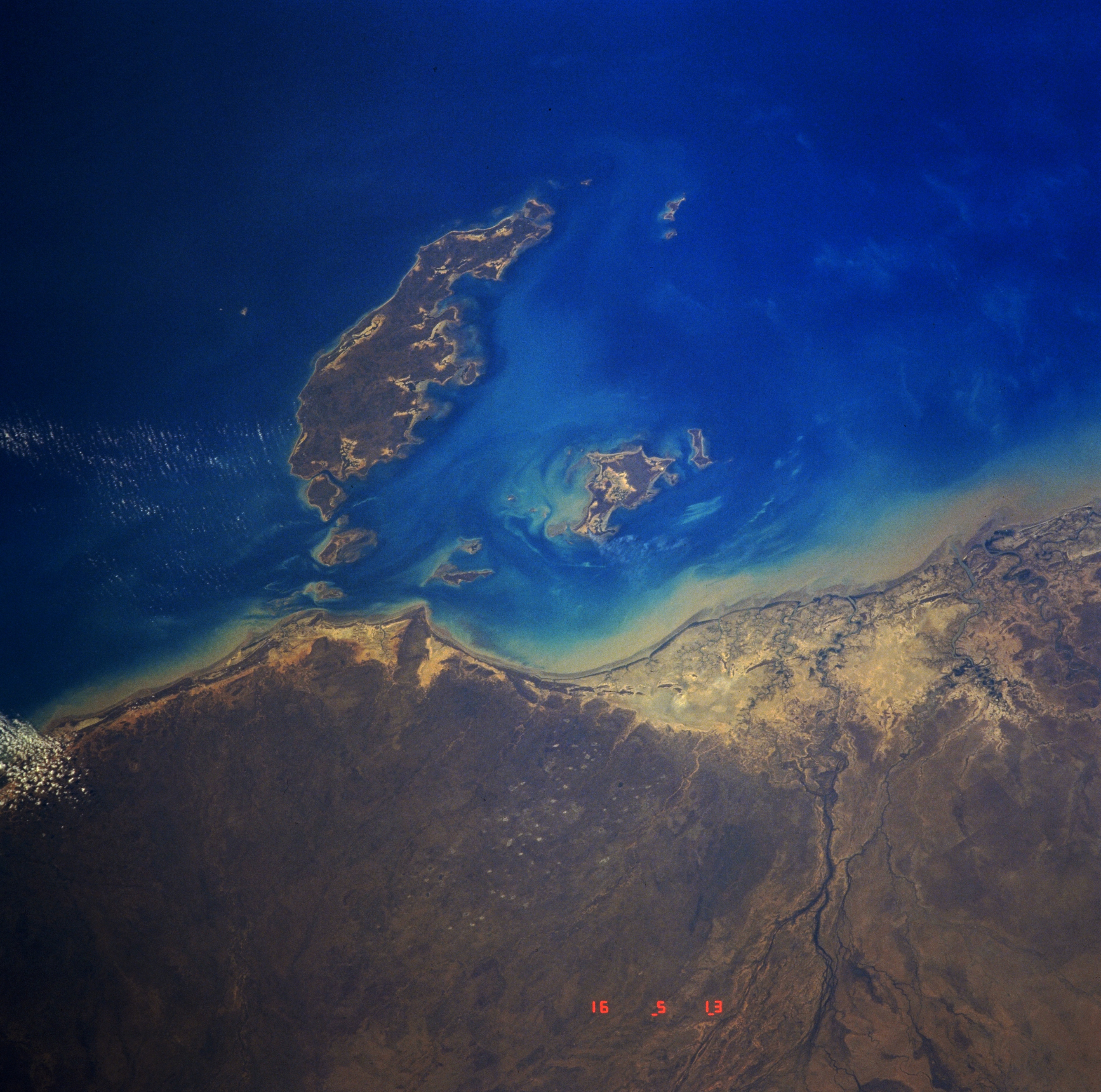
جزيرة مورنينغتون

جزيرة مورنينغتون، (Mornington Island). هي أقصى شمال جزر 22 التي تشكل مجموعة جزر ويليسلي. تقع الجزيرة في خليج كاربنتاريا وهي جزء من منطقة دول الخليج في ولاية كوينزلاند الأسترالية. تقع منطقة الطيور المهمة في مانووار وروكي على بعد حوالي 40 كم (25 ميل) إلى الشمال الغربي. جزيرة مورننجتون هي أكبر الجزر، وأكبر مستوطنة منها هي غونانا في الجنوب الغربي من الجزيرة.

## الموقع
تقع جزيرة مورنينغتون في خليج كاربنتاريا وهي جزء من منطقة دول الخليج في ولاية كوينزلاند الأسترالية.